# Chão Bom
Chão Bom est un village du Cap-Vert sur l'île de Santiago.

## Histoire
Le village est célèbre pour son camp de concentration aujourd'hui fermé.